# リニャーノ・フラミーニオ
リニャーノ・フラミーニオ（伊: Rignano Flaminio）は、イタリア共和国ラツィオ州ローマ県にある、人口約10,000人の基礎自治体（コムーネ）。

## 地理

### 位置・広がり
ローマ県北部のコムーネ。

#### 隣接コムーネ
隣接するコムーネは以下の通り。括弧内のVTはヴィテルボ県所属を示す。
- カルカータ (VT)
- カペーナ
- チヴィテッラ・サン・パオロ
- ファレーリア (VT)
- マリアーノ・ロマーノ
- モルルーポ
- サントレステ

### 気候分類・地震分類
リニャーノ・フラミーニオにおけるイタリアの気候分類 (it) および度日は、zona D, 1908 GGである。
また、イタリアの地震リスク階級 (it) では、zona 3A (sismicità bassa) に分類される。

## 行政

### 分離集落
リニャーノ・フラミーニオには、以下の分離集落（フラツィオーネ）がある。
- Capannacce, Case Morolo, Montelarco, Santo Sisinio, Valle Spadana, Vallelunga, Pietrolo, Monte Canepina, Vallerano, Centro storico